# No Sound Without Silence
No Sound Without Silence è il quarto album del gruppo irlandese The Script, pubblicato il 15 settembre 2014. L'album è stato preceduto dal primo dei tre singoli estratti, Superheroes, mandato in onda il 21 luglio 2014 in anteprima da BBC Radio 1. Gli altri singoli estratti sono No Good in Goodbye e Man on a Wire.

## Tracce
Testi e musiche di Danny O'Donoghue, Mark Sheehan e James Barry, tranne dove indicato.
1. No Good in Goodbye – 5:07
2. Superheroes – 4:04
3. Man on a Wire – 4:05 (O'Donoghue, Sheehan)
4. It's Not Right for You – 4:24
5. The Energy Never Dies – 4:15 (O'Donoghue, Sheehan, Barry, Andrew Frampton, Steve Kipner)
6. Flares – 3:49 (O'Donoghue, Sheehan, Barry, Ryan Tedder)
7. Army of Angels – 3:58 (O'Donoghue, Sheehan, Frampton)
8. Never Seen Anything "Quite Like You" – 3:22
9. Paint the Town Green – 3:31
10. Without Those Songs – 3:46
11. Hail Rain or Sunshine – 3:27

## Classifiche
| Classifica (2014) | Posizione massima |
| ----------------- | ----------------- |
| Australia         | 5                 |
| Austria           | 11                |
| Belgio (Fiandre)  | 14                |
| Belgio (Vallonia) | 37                |
| Danimarca         | 11                |
| Finlandia         | 46                |
| Francia           | 79                |
| Germania          | 12                |
| Italia            | 15                |
| Norvegia          | 7                 |
| Nuova Zelanda     | 1                 |
| Paesi Bassi       | 3                 |
| Portogallo        | 10                |
| Spagna            | 25                |
| Svezia            | 17                |
| Svizzera          | 2                 |